# Sevel Uruguay
Die Sevel Uruguay S.A. ist ein Automobilhändler und ehemaliger Automobilhersteller in Uruguay.

## Geschichte
Der Sitz des Unternehmens befand sich zunächst in Paso de Carrasco bzw. nach dem Verkauf des dortigen Standorts (1996) in Montevideo.
Das Unternehmen wurde 1984 als Vertretung des Fiat-Konzerns gegründet, gleichzeitig wurde eine Lizenz für die Montage von Fiat-Modellen erworben. Bereits Ende der 1950er Jahre hatte Ayax Fiat-Modelle in Uruguay gefertigt.

## Produktion
Die Produktion von Automobilen begann 1984. Bis zum Jahr 1994 deckte das Werk 80 % der uruguayischen Automobiilexporte ab. Nachdem die Produktion durch Sevel 1996 geendet hatte, wurde das Werk an Oferol verkauft und für die Produktion von PSA-Fahrzeugen und Dreirädern genutzt.
Nach dem Verkauf des Werks vertreibt das Unternehmen weiterhin Fahrzeuge der Marke Fiat. In den Jahren 2001 und 2011 folgten Iveco und die Chrysler-Gruppe.